# ウーゴ・タンシーニ
ウーゴ・タンシーニ（Ugo Tansini, 1874年7月3日 - 1944年3月24日）は、イタリア出身の指揮者。
ピアチェンツァの生まれ。パルマ音楽院でヴァイオリンを専攻し、スカラ座のオーケストラの首席ヴィオラ奏者兼ヴァイオリン奏者としてアルトゥーロ・トスカニーニの指揮下で演奏した。しかし、トゥリオ・セラフィンの代役としてパヴィアの歌劇場で指揮をし、またトスカニーニの代役としてボローニャ市立劇場やトリノ王立劇場の指揮台にも上がり、指揮者として次第に活動するようになった。1925年からはトリノの放送局のオーケストラを指揮するようになった。
ヴェネツィアにて没。